# Kleine Haarlemmersluis (Spaarndam)
De Kleine Haarlemmersluis te Spaarndam was een van de sluizen in Spaarndam.
Op 1 oktober 1514 werd als gevolg van de Sint-Jeronimusvloed de dam in het Spaarne met de acht daarin gelegen spuisluizen over een lengte van driehonderd meter weggeslagen. Er was nu een vrije doorvaart ontstaan tussen het IJ en het Spaarne. De stad Haarlem zag hier wel voordeel van. Men wilde nieuwe vervangende sluizen in de stad aanleggen, maar het Hoogheemraadschap van Rijnland voelde hier niets voor. Het Spaarne zou dan bedijkt moeten worden, wat hoge kosten zou vergen. Ook zou Haarlem dan meer invloed krijgen op het beheer van de sluizen.
Het Hof van Holland beschikte op 3 november 1514 dat dat de dijk bij Spaarndam moest worden hersteld, maar dat ook de belangen van Haarlem moesten worden gerespecteerd. Na nieuwe stormschade en oorlogsgeweld in 1517 werd besloten om voor rekening van de stad een nieuwe kleine schutsluis in Spaarndam aan te leggen. Deze Kleine Haarlemmersluis kwam gereed in 1519. Hij bleef in gebruik tot 1897 toen de nieuwe grotere Grote Sluis de functie overnam.
De oude kleine sluis werd in 1898 drooggelegd. De restanten zijn Rijksmonument en nog steeds aan te treffen in het westen van het dorp ter hoogte van het Visserseinde. De straat er langs heet Haarlemmersluisje. Aan de andere kant van de dijk ligt het Havenplein, waarvan de naam ook nog herinnert aan de vroegere vaarweg ter plaatse.